# Leonardo Calzavara
Leonardo Calzavara (né le 8 décembre 1974 à Pianiga, dans la province de Venise en Vénétie) est un coureur cycliste italien, professionnel de 1996 à 1998.

## Palmarès
- 1995
  - 2e du Piccola Sanremo
  - 3e du Trofeo Zssdi
  - 3e de Bassano-Monte Grappa